# Сент-Джон, Харольд
Харольд Сент-Джон (англ. Harold St. John; 1892—1991) — американский ботаник, исследовавший флору Гавайских островов, ведущий специалист по роду Пандан.

## Биография
Харольд Сент-Джон родился в Питтсбурге 25 июля 1892 года в семье Чарльза Эллиота Сент-Джона. Учился в Гарвардском университете, в 1914 году окончил его со степенью бакалавра. В 1917 году получил степень доктора философии под руководством профессора Меррита Л. Фернальда. Во время Первой мировой войны Сент-Джон был офицером на фронте.
В 1920 году Гарольд Сент-Джон был назначен профессором в Колледже штата Вашингтон. В 1922 году он женился на Элизабет Чэндлер. В 1930 году Харольд Сент-Джон по приглашению Гавайского университета переехал в Гонолулу и возглавил департамент ботаники Университета. Во время японской атаки на Пёрл-Харбор Сент-Джон вёл экспедицию по острову Оаху. В декабре 1941 года Гавайский университет был на несколько месяцев закрыт, а Харольд в 1944 году был отправлен в Южную Америку для добычи цинхоны, необходимой в армии для борьбы с малярией. Весной 1945 года он вернулся в Гонолулу.
После Второй мировой войны Сент-Джон продолжил путешествовать по Океании, в 1945 году посетив Маршалловы острова, а в 1946 году — Австралию. В 1959 году он на протяжении года преподавал в Чатамском колледже в Питтсбурге, в 1960 году — в Сайгонском университете во Вьетнаме. Затем он путешествовал по Африке, изучая местные виды пандана. После этого он отправился в Европу для ревизии гербарных образцов пандана, хранящихся в гербариях во Флоренции, Лондоне, Париже и Лейдене. Несколько месяцев он преподавал в Каирском университете в Египте.
Харольд Сент-Джон скончался 12 декабря 1991 года в Гонолулу в возрасте 99 лет.

## Некоторые виды растений, названные в честь Х. Сент-Джона
- Garnotia st-johnii J.W.Moore, 1963
- Hedyotis st-johnii B.C.Stone & Lane, 1958 [= Kadua st-johnii (B.C.Stone & Lane) W.L.Wagner & Lorence, 2005]
- Ixora st-johnii Fosberg, 1937
- Myrsine st-johnii Hosaka, 1940 [= Rapanea st-johnii (Hosaka) O.Deg. & I.Deg., 1971]
- Nesoluma st-johnianum H.J.Lam & B.Meeuse, 1938 [= Sideroxylon st-johnianum (H.J.Lam & B.Meeuse) Smedmark & Anderb., 2007]
- Phyllanthus st-johnii W.L.Wagner & Lorence, 2011
- Psychotria st-johnii Fosberg, 1940
- Rollandia st-johnii Hosaka, 1935 [= Cyanea st-johnii (Hosaka) Lammers, Givnish & Sytsma, 1993]